# ソフトダイポールモード
ソフトダイポールモード（Soft dipole mode）は、中性子と陽子の密度分布が大きく異なり中性子スキンや中性子ハローの構造が見られる中性子過剰核において、発現の可能性が議論されている励起状態のひとつである。陽子と中性子が形成する原子核（コア）と残りの中性子の自由度が分離もしくは弱結合状態となり、コアとスキンの間の復元力が小さくなるために、非常に小さな周波数領域（低励起エネルギー領域）に発現する双極子型振動モードである。